# Хокей на траві на літніх Олімпійських іграх 2012
Змагання з хокею на траві на літніх Олімпійських іграх 2012 року тривали з 29 до 11 серпня. Розіграно два комплекти нагород: серед чоловіків і жінок.
Чоловіча збірна Німеччини та жіноча збірна Нідерландів повторили свій успіх 2008 року, знову вигравши олімпійське золото.

## Медалісти
| Кількість нагород |                 |        |        |        |       |
| Місце             | Країна          | Золото | Срібло | Бронза | Разом |
| 1                 | Нідерланди      | 1      | 1      | 0      | 2     |
| 2                 | Німеччина       | 1      | 0      | 0      | 1     |
| 3                 | Аргентина       | 0      | 1      | 0      | 1     |
| 4                 | Велика Британія | 0      | 0      | 1      | 1     |
| 4                 | Австралія       | 0      | 0      | 1      | 1     |

## Переможці
| Турнір   | Золото | Срібло | Бронза |
| Чоловіки | Німеччина · Максиміліан Мюллер · Мартін Генер · Оскар Дееке · Крістофер Веслі · Моріц Фюрсте · Тобіас Гауке · Ян-Філіпп Рабенте · Беньямін Вес · Тімо Вес · Олівер Корн · Крістофер Целлер · Макс Вайнгольд · Маттіас Віттгаус · Флоріан Фухс · Філіпп Целлер · Тіло Штральковські       | Нідерланди · Яп Стокманн · Клас Вермелен · Марсель Балкестейн · Воутер Йолі · Родерік Вестгоф · Робберт Кемперманн · Тен де Нойєр · Сандер Барт · Флоріс Еверс · Боб де Вогд · Сандер де Вейн · Рогір Гофман · Роберт ван дер Горст · Біллі Баккер · Валентін Верга · Мінк ван дер Верден                                | Австралія · Марк Ноулз · Джеймі Дваєр · Ліам де Янг · Саймон Орчард · Гленн Тернер · Кріс Сірієлло · Меттью Буттуріні · Расселл Форд · Едді Окенден · Джоел Керролл · Меттью Годс · Тім Девін · Меттью Свонн · Натан Бергерс · Кіран Говерс · Фергюс Кавана |
| Жінки    | Нідерланди · Кітті ван Мале · Карлін Дірксе ван дер Гевел · Келлі Йонкер · Мартьє Годері · Лідевей Велтен · Мартьє Паумен · Наомі ван Ас · Еллен Гог · Софі Полкамп · Джойс Сомбрук · Кім Ламмерс · Ева де Гуде · Марілін Агліотті · Мерел де Блай · Марго ван Геффен · Кая ван Масаккер | Аргентина · Лаура дель Колле · Росаріо Лукетті · Макарена Родрігес · Лусьяна Аймар · Карла Ребеккі · Дельфіна Меріно · Мартіна Кавальєро · Флоренсія Абіф · Росіо Санчес Моккія · Даніела Сруога · Софія Маккарі · Маріела Скароне · Сільвіна Д'Елія · Ноель Барріонуево · Марія Хосефіна Сруога · Марія Флоренсія Мутіо | Велика Британія · Бет Сторрі · Емілі Магваєр · Лора Ансворт · Кріста Каллен · Ганна Маклеод · Енн Пентер · Гелен Річардсон · Кейт Волш · Клое Роджерс · Лора Бартлетт · Алекс Денсон · Джорджі Твігг · Ешлі Болл · Саллі Волтон · Нікола Вайт · Сара Томас  |

## Стадіони
| Рівербанк Арена   |
| ----------------- |
|                   |
| Місткість: 15 000 |